# Домброва (гміна Грубешів)
Домброва (пол. Dąbrowa) — колонія у Польщі, в Люблінському воєводстві Грубешівського повіту, ґміни Грубешів.
| Польща | Це незавершена стаття з географії Польщі. Ви можете допомогти проєкту, виправивши або дописавши її. |